# Claudia de Rham
Claudia de Rham (Lausana, 29 de marzo de 1978) es una profesora y física suiza.
Completó sus estudios universitarios en Francia, recibiendo un título de ingeniería en física en la Escuela Politécnica de París en 2000. Ese mismo año Rham se mudó a Reino Unido, obteniendo un doctorado en el Departamento de Matemática Aplicada y Física Teórica de la Universidad de Cambridge sobre «cosmología del mundo nuevo más allá del límite de baja energía». Trabaja en la interfaz de la gravedad, la cosmología y la física de partículas. Habla francés, inglés, alemán y español (ya que vivió por cuatro años en Perú). Ha brindado numerosas charlas y seminarios.

### Premios
- 1998: Premio Adrien Tschumy por la calificación más alta otorgada entre todos los estudiantes de la universidad.[4]
- 1998‑1999: Beca Erasmus.
- 2000: Beca de Práctica de Física.
- 2000: Medalla de la Defense National, Premio de la Escuela Politécnica Francesa.
- 2002‑2004: Beca Irene Hallinan, otorgado por Girton College, Cambridge
- 2004: Beca de la Cambridge Overseas Society.
- 2007‑2008: Beca de Resonancia Magnética Canadiense de Ontario.
- 2009: Beca de la Fundación Nacional Suiza para el proyecto «Desafiando el paradigma cosmológico».
- 2018: Premio Adams del Colegio San Juan de la Universidad de Cambridge.